# 仲比巴
仲比巴（梵文：Dombipa, 義為騎虎者。），印度大乘密宗人士，八十四成就者之一，上師為毘盧巴。

## 簡介
仲比巴是瑪格達國(Magadha)貴族，從喜金剛處得到成就，登基為王後，又由上師毘盧巴授予灌頂，在皇宮修行悟得密法真義。後因娶首陀羅階級女子為妻失去王權，遁入山林修行。
十二年後，國勢衰圮，百姓入山尋覓遜位國王，赫然發現國王夫婦以蛇為鞭騎雌虎而行，請求國王回國治理，國王以種性已墮拒之，但因人死後即無階級之別，承諾死而復生或可歸國，命中人以火焚之。火焚七天不熄，火光之中國王夫婦化身喜金剛與佛母，揭示佛法後進入空行極樂世界。